# Вулканічний центр
Вулканічний центр (англ. volcanic center, нім. vulkanische Zentrum n) — геологічне утворення на поверхні, що вказує на існування в певному пункті вулканічного апарату. Це можуть бути вулканічні споруди різного ступеня збереженості, некки, трубки вибуху, субвулканічні інтрузії, поствулканічні продукти та інші, що вказують на прояв коли-небудь на цій ділянці вулканічної діяльності.
Приклад - вулканічний центр Watts Point у Британській Колумбії.